# Tjalle Jager
Tjalle Jager (Steenwijkerwold, 7 december 1914 - Wolvega, 10 februari 2001) was een Nederlands politicus.
Jager was een bouwvakker uit Deventer, die bijna vijf jaar Tweede Kamerlid voor de CPN was. Behalve over volkshuisvesting sprak hij in de Kamer over economische onderwerpen, verkeer en waterstaat en maatschappelijk werk. Hij stelde in 1968 op verzoek van het partijbestuur zijn zetel in de Staten van Overijssel ter beschikking vanwege een geschil van mening over de buitenlandse politiek (de relatie met Communistisch China).
- Biografisch Portaal: 89496605
- Parlement.com: vg09ll1xzfwt